# Süßwasser-Röhrenkrebs
Der Süßwasser-Röhrenkrebs (Chelicorophium curvispinum) ist eine in Süß- und Brackwasser verbreitete Flohkrebsart. Ursprünglich im Schwarzen Meer und dessen Zuflüssen heimisch, ist er heute über fast ganz Europa verbreitet und gehört zu den häufigsten Neozoen in mitteleuropäischen Flüssen.

## Merkmale
Chelicorophium curvispinum erreicht eine Körperlänge von 9 Millimetern. Er ist weiß oder gelblich gefärbt mit einer undeutlichen dunklen Flecken- und Bindenzeichnung. Die dunkel gefärbten Komplexaugen sind relativ klein.
Arten der Familie Corophiidae sind von anderen Flohkrebsen an der nur wenig seitlich, sondern eher dorsoventral abgeflachten Körperform (ähnlich einer Assel), den kleinen Coxalplatten an der Basis der Beine und vor allem an den stark vergrößerten zweiten Antennen unterscheidbar, die immer kräftiger sind als alle Beinpaare und länger sein können als der restliche Körper. Chelicorophium curvispinum gehört zu den wenigen im Süßwasser lebenden Arten dieser überwiegend marinen Gruppe. Die Unterscheidung von anderen in Süß- oder Brackwasser lebenden Formen ist schwierig und nur unter dem Mikroskop möglich. Von Chelicorophium robustum, mit dem er häufig gemeinsam vorkommt (z. B. im Rhein) unterscheidet er sich durch die Ausbildung einiger kleiner Zähnchen am letzten Glied der Antennenbasis (Pedunculus) (vgl.).

## Lebensweise und Lebensraum
Chelicorophium curvispinum erreicht drei Generationen pro Jahr, er vermehrt sich in Mitteleuropa von April bis Oktober. Neu geschlüpfte Individuen vermehren sich, je nach Jahreszeit, noch im selben Jahr oder erst nach einer Überwinterung; sie sterben in diesem Fall im darauffolgenden Sommer. In natürlichen Populationen ist ein mäßiger bis starker Überschuss von Weibchen zu beobachten.
Der Flohkrebs baut Wohnröhren, indem er Partikel aus dem Wasser ausfiltert und mit Sekret verklebt. Er verlässt normalerweise diese Röhren nicht freiwillig. Er ernährt sich als Filtrierer, untergeordnet schabt und kratzt er Material im Umkreis seiner Röhre von der Oberfläche. Filterorgane sind die Maxillipeden und die ersten beiden Peraeopodenpaare (Gnathopoden), die mit langen Filterborsten besetzt sind, und die er in schneller Bewegung durch das Wasser zieht (aktiver Filtrierer). Als Unterlage für die Wohnröhren dienen ihm Hartsubstrate aller Art, wie z. B. Steine, Holz, Wasserpflanzen. Er kann auch die Oberfläche anderer festsitzender Tiere wie z. B. Muschelschalen oder Schwämme überziehen. Auf weichen Substraten wie Sand oder Schlick kann er nicht leben, er besitzt kein Grabvermögen.
In geeigneten Habitaten kann der Flohkrebs ungeheure Dichten erreichen. Er erreichte bis 18.700 Individuen pro Quadratmeter in der Elbe und sogar unglaubliche 75.000 Individuen pro Quadratmeter im Niederrhein. Bei diesen hohen Dichten kann der Flohkrebs seinen Lebensraum massiv verändern. Durch die dichtgepackten Röhren und das akkumulierte Feinmaterial kann er alle Steinoberflächen mit einer dichten Schlammschicht überziehen und so andere Hartsubstratbesiedler aus dem Lebensraum verdrängen. So hat er die (gleichfalls neozoische) Wandermuschel (Dreissena polymorpha) aus Teilen des Rheins verdrängt. Seit einigen Jahren gibt es Hinweise auf einen Populationsrückgang, der auf Prädation durch den ebenfalls neozoischen, später eingeschleppten Großen Höckerflohkrebs zurückgeführt wird
Chelicorophium curvispinum bevorzugt fließende Gewässer (rheophil). Er kommt seltener auch in stehenden Gewässern vor, soweit diese Hartsubstrat-Grund besitzen, z. B. auf Steinpackungen in den IJsselmeer-Seen in den Niederlanden. In Fließgewässern ist er fast nur in größeren Flüssen (Potamal) zu finden. In Bächen sind in der Regel seine hohen Temperaturbedürfnisse nicht erfüllt. Daneben kommt er regelmäßig und in hoher Dichte in Schifffahrtskanälen vor. Die Art besiedelt meist Uferbereiche und dringt nicht weit in tiefe Wasserschichten vor.
Er kommt im Süßwasser, seltener auch in Brackwasser vor, z. B. in der Elbmündung und der Ostsee. Hier wird er aber in der Regel von anderen Arten der Corophiidae ersetzt. Bei der Brackwasser-Besiedlung kommt ihm seine flexible Osmoregulation zugute. Dies beruht vermutlich darauf, dass die Art erst vor vergleichsweise kurzer Zeit ins Süßwasser vorgedrungen ist.
Chelicorophium curvispinum bevorzugt organisch mäßig bis stark verschmutzte Gewässer. Sein Saprobienindex beträgt 2,2.

## Verbreitung und Einwanderung
Die Art stammt aus dem Raum um das Schwarze Meer, er lebt in den hier einmündenden Flüssen Don, Dnjepr, Dnjestr und Donau (aufwärts bis zum Eisernen Tor). Eine erste Einwanderungswelle gab es über den Dnepr, Prypjat, Bug, die Weichsel und die Warthe Erster Fund in Deutschland: 1912 im Müggelsee bei Berlin. Die weitere Ausbreitung geschah über norddeutsche Kanäle, ab 1987 ist der Krebs im Rhein zu finden. Eine zweite Einwanderungswelle kam über die Donau. Durch die Inbetriebnahme des Main-Donau-Kanals vermischten sich die beiden Populationen. Die Art verbreitet sich aktiv, wird aber vor allem durch Schiffe verbreitet, auf deren Hüllen er Röhren bauen kann. Mit Schiffstransporten wurde er z. B. nach England eingeschleppt (Erstnachweis: 1935 im Avon).
Die Art breitet sich weiterhin aus. So hat sie erst im Jahr 2000 Irland erreicht.

## Systematik
Bis zur Revision der Corophioidea durch Bousfeld und Houwer 1997 wurde die Art einer weitgefassten Gattung Corophium zugerechnet und dementsprechend Corophium curvispinum genannt; unter diesem Namen ist sie in zahlreichen älteren Artikeln erwähnt. Die ersten in Mitteleuropa gefundenen Tiere (1912 im Müggelsee bei Berlin) wurden von ihrem Entdecker D. Wundsch unter dem (synonymen) Namen Corophium devium irrtümlich ein zweites Mal beschrieben, einige Bearbeiter, vor allem in England, nannten danach die Süßwasserform Corophium curvispinum var. devium.
In der mittleren und unteren Donau, aber (bisher?) nicht in Mitteleuropa, lebt eine verwandte und sehr ähnliche Art, Chelicorophium sowinskyi. Diese ist sehr ähnlich wie curvispinum (nach einigen Bearbeitern möglicherweise synonym) und bisher kaum unterschieden worden.